# Животовский, Павел Трофимович
Павел Трофимович Животовский (? — до 1699) — миргородский и гадячский полковник, генеральный судья, генеральный обозный и наказной гетман Войска Запорожского, участник Восстания Хмельницкого.

## Биография
В 1649 году служил казаком Орловской сотни Чигиринского полка. В 1659 году стал сотником полковой (городской) сотни Гадячского полка, в 1660 — наказным гадячским полковником.
Когда в 1660 году гетман Юрий Хмельницкий перешел на сторону Речи Посполитой, Животовский первоначально остался на стороне гетмана. Соединившись с полтавский полковником Фёдором Жученко, Животовский, который командовал гадячским полком вместо находившегося в плену полковника Павла Апостола, совершал нападения на Олешню и Лебедин. 15 декабря 1660 года отряд полковника и стряпчего Григория Косагова, разбил войска Животовского и полковников Яцька Черкаса и Ивана Дьяченко, но отбить Гадячь не смог. В 1661 году в Гадяче признали власть наказного гетмана Якима Сомко, а полк возглавил сотник Крысько Семенович, который, как было отписано царю Алексею Михайловичу, «страшину, которая тебе великому государю изменила и на всякое злое приводила, держит ныне под стражей».
В 1661 году полковник Животовский отложился от Хмельницкого, «бил челом» царю и просил Сомко взять его на службу. В 1661 году он стал миргородским полковником и 16 мая на Нежинской раде выступил в поддержку Якима Сомко. 16 января 1663 года был гадячским сотником и встречал посольство стольника Фёдора Ладыженского. В этом же году стал гадячским полковником, наказным генеральным обозным и Генеральным судьей. В январе-феврале 1664 года принимал участие в обороне Глухова от армии короля Яна Казимира. В Глухове Василий Дворецкий и Павел Животовский выдержали осаду и отстояли город, от которого поляки отступили, опасаясь прибытия на помощь осажденным Ивана Брюховецкого и армии князя Григория Ромодановского. Во все время гетманства Брюховецкого Животовский служил генеральным судьей.
В 1666 — 1667 был Генеральным судьей, в 1668 году — Генеральным есаулом. После смерти Брюховецкого, когда московское правительство вело с Петром Дорошенко переговоры через шляхтича Бобровича, Животовский находился аманатом в Каменном. При избрании в гетманы Ивана Самойловича в 1672 году Животовский вновь был поставлен генеральным судьей, каковым оставался до 1678 года. В 1677 году по случаю царского венчания, получил от московского правительства полсорока соболей.
В июле 1678 года, «как человек, в воинских делах бывалый», был назначен наказным гетманом и командовал казацким гарнизоном в Чигирине при осаде города турецкими войсками. Здесь ему были подчинены три малороссийских полка, с которыми Животовский оборонял город с первых чисел июля совместно с русскими войсками. Осада продолжалась до средины августа, после чего Чигирин был взят турками и разорен, причем виновником этой неудачи в большей степени был князь Григорий Ромодановский, не подавший вовремя помощи осажденным.
Павел Животовский скончался до 1699 года.